# MŠK Púchov
MŠK Púchov là một câu lạc bộ bóng đá Slovakia, thi đấu ở thị trấn Púchov.
Vào tháng 7 năm 2006, câu lạc bộ mất nhà tài trợ chính, Matador a.s., và đổi tên thành FK Púchov. Câu lạc bộ có hai sân vận động, Mestský štadión hiện tại không sử dụng được do không đạt được thỏa thuận với thị trấn Púchov, và sân Futbalový štadión Nosice tạm thời. Ngày 24 tháng 6 năm 2013, trang web chính thức của FK Púchov thông báo sự hợp nhất giữa OTJ Moravany nad Váhom và FK Púchov, thành FK Púchov. Câu lạc bộ bắt đầu hợp tác với thị trấn. Thị trấn trở thành nhà tài trợ chính.

## Lịch sử tên gọi
- 1920 - Športový klub Puchov
- 1945 - ŠK Rolný Púchov
- 1948 - Sokol Makyta Púchov
- 1956 - TJ Iskra Púchov
- 1968 - TJ Gumárne 1.mája Púchov
- 1993 - ŠK Matador Púchov
- 2003 - FK Matador Púchov
- 2007 - FK Púchov
- 2015 - MŠK Púchov

## Danh hiệu
- Cúp bóng đá Slovakia (1961-)
  -  Vô địch (1): 2002-03
  -  Á quân (1): 2001-02
- Slovak second division (1993-)
  -  Vô địch (1): 1999-00

## Lịch sử thi đấu giải châu Âu
| Mùa giải | Giải đấu | Vòng      | Quốc gia    | Câu lạc bộ       | Sân nhà | Sân khách | Chung cuộc |
| -------- | -------- | --------- | ----------- | ---------------- | ------- | --------- | ---------- |
| 2001-02  | UEFA Cup | Vòng loại | Malta       | Sliema Wanderers | 3-0     | 1-2       | 4-2        |
| 2001-02  | UEFA Cup | Vòng 1    | Đức         | SC Freiburg      | 0-0     | 1-2       | 1-2        |
| 2002/03  | UEFA Cup | Vòng loại | Kazakhstan  | FC Atyrau        | 2-0     | 0-0       | 2-0        |
| 2002/03  | UEFA Cup | Vòng 1    | Pháp        | Bordeaux         | 1-4     | 0-6       | 1-10       |
| 2003/04  | UEFA Cup | Vòng loại | Gruzia      | FC Sioni Bolnisi | 3-0     | 3-0       | 6-0        |
| 2003/04  | UEFA Cup | Vòng 1    | Tây Ban Nha | FC Barcelona     | 1-1     | 0-8       | 1-9        |

## Tài trợ
| Giai đoạn | Nhà sản xuất trang phục | Nhà tài trợ áo đấu |
| --------- | ----------------------- | ------------------ |
| 1998-2001 | Erreà                   | MATADOR            |
| 2001-2004 | Gems                    | MATADOR            |
| 2004-2006 | Jako                    | MATADOR            |
| 2006-?    | Jako                    | không có           |

## Đội hình hiện tại
Tính đến ngày 3 tháng 11 năm 2019

Ghi chú: Quốc kỳ chỉ đội tuyển quốc gia được xác định rõ trong điều lệ tư cách FIFA. Các cầu thủ có thể giữ hơn một quốc tịch ngoài FIFA.
| Số | VT | Quốc gia | Cầu thủ                |
| -- | -- | -------- | ---------------------- |
| 2  | HV | Slovakia | Michal Riška (đội phó) |
| 3  | HV | Slovakia | Matúš Haviar           |
| 4  | HV | Slovakia | Rastislav Ozimý        |
| 5  |    | Slovakia | Stanislav Lacko        |
| 6  | TV | Slovakia | Jakub Michlík          |
| 7  | TV | Slovakia | Patrik Krčula          |
| 8  | TV | Slovakia | Tomáš Kopiš            |
| 9  |    | Slovakia | Marek Kvaššay          |
| 10 | TV | Slovakia | Juraj Pilát            |
| 11 | TV | Slovakia | Denis Martinko         |
| 12 | HV | Slovakia | Marián Pišoja          |
| 13 | TV | Slovakia | Peter Tlacháč          |
| 14 | TĐ | Slovakia | Martin Vlček           |
| 15 | TĐ | Slovakia | Daniel Pilný           |

| Số | VT | Quốc gia | Cầu thủ                       |
| -- | -- | -------- | ----------------------------- |
| 16 | TV | Slovakia | Marek Kvaššay                 |
| 17 | TV | Slovakia | Frederik Marman               |
| 19 | HV | Slovakia | Patrik Mráz                   |
| 20 | TĐ | Slovakia | Juraj Martinček               |
| 21 | HV | Slovakia | František Brezničan (captain) |
| 22 | TM | Slovakia | Peter Pilný                   |
| 31 | TM | Slovakia | Kristián Strelčík             |
| 18 | HV | Slovakia | Michal Vanák                  |
| —  | HV | Slovakia | Adrián Hrančík                |
| —  | HV | Slovakia | Roman Rosina                  |
| —  | TV | Zimbabwe | Mbekezeli Sibanda             |
| —  | TV | Slovakia | Adrián Turza                  |
| —  | TV | Slovakia | Roman Kendy                   |
| —  | TĐ | Slovakia | Matej Kosorín                 |

Về các chuyển nhượng gần đây, xem Danh sách chuyển nhượng bóng đá Slovakia hè 2019.

## Cầu thủ đáng chú ý
Từng thi đấu cho các đội tuyển quốc gia tương ứng. Các cầu thủ có tên in đậm thi đấu cho đội tuyển quốc gia khi thi đấu cho FK.
Xem thêm tại đây.
| - Marek Bakoš - Ivan Belák - Mário Breška - Jozef Chovanec | - Alias Lembakoali - Ľubomír Luhový - Milan Luhový - Krisztián Németh | - Kornel Saláta - Zdeno Štrba - Ľubomír Talda - Salomon Wisdom |

## Huấn luyện viên
| - Anton Richtárik (1993-1994) - Vladimír Hrivnák (1994-1996) - Jozef Zigo (1996) - Štefan Tománek (1996-1998) - Jozef Šuran (1998-2002) | - František Komňacký (2003) - Štefan Zaťko (2003) - Milan Lešický (2003-2004) - Pavel Vrba (2004-2005) - Stanislav Mráz (2006-2007) | - Pavol Strapáč (2007-2010) - Jaroslav Vágner (2010-2017) - Stanislav Ďuriš (2017-2018) - Eduard Pagáč (2018-2019) - Vladimír Cifranič (2019-) |